# Artibeus fimbriatus
Artibeus fimbriatus är en däggdjursart som beskrevs av Gray 1838. Artibeus fimbriatus ingår i släktet Artibeus, och familjen bladnäsor. IUCN kategoriserar arten globalt som livskraftig. Inga underarter finns listade i Catalogue of Life.
Denna fladdermus förekommer i östra Brasilien, östra Paraguay och norra Argentina. Den vistas i skogar och äter främst frukter.
Arten når en absolut längd av 80 till 113 mm, inklusive en 13 till 21 mm lång svans. Öronen är 21 till 25 mm långa. Vikten varierar mellan 45 och 71 g. Artibeus fimbriatus har en askgrå-brun päls på ryggen och en något ljusare päls på buken. Vita hårspetsar påminner lite om dimfrost på ovansidan. I det svarta ansiktet förekommer två ljusa lodräta strimmar. Även öronen har en svart färg. Strimmorna i ansiktet är ofta otydliga.